# Międzyrostek
Międzyrostek, spójka, interfiks (łac. interfixus z inter, „między” i fixus, „umocowany”) – każda cząstka wyrazu (jego morfem) umiejscowiona między dwoma rdzeniami (podstawami słowotwórczymi). Międzyrostki występują z przyczyn fonetycznych w niektórych wyrazach, zwykle złożeniach (na przykład język-o-znawca). 
Międzyrostki (interfiksy) razem z przedrostkami (prefiksami), przyrostkami (sufiksami) i wrostkami (infiksami) stanowią zrostki (afiksy), czyli morfemy słowotwórcze odpowiadające za tworzenie wyrazów pochodnych.